# Peter de Montfort
Peter de Montfort, o Piers de Montfort (1205 circa – Evesham, 4 agosto 1265), è stato un condottiero, diplomatico e nobile inglese alleato di Simon de Montfort, leader della seconda guerra dei baroni contro Re Enrico III d'Inghilterra.
È la prima persona nota che sia documentata come aver presieduto il Parlamento d'Inghilterra come parlour o prolocutor, un ufficio, ora conosciuto come Speaker, assimilabile al presidente della Camera dei comuni. Era uno degli eletti dai baroni inglesi per rappresentarli durante la crisi costituzionale con Enrico III nel 1258. Fu poi un sostenitore principale di Simon de Montfort, sesto Conte di Leicester, contro il Re. Peter e Simon de Montfort furono uccisi nella battaglia di Evesham il 4 agosto 1265.

## Biografia

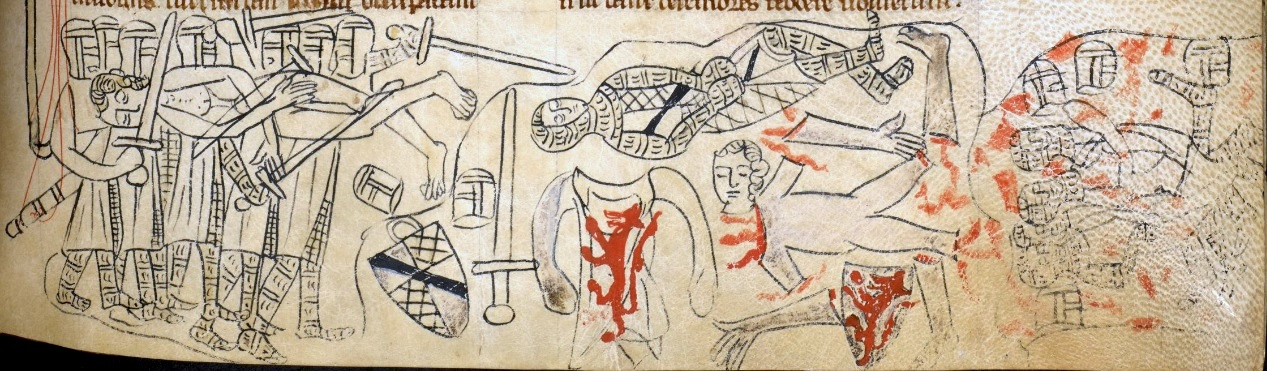
Raffigurazione della morte di Simon de Montfort a Evesham, battaglia in cui anche Peter de Montfort fu ucciso

Peter de Montfort era figlio di Thurstan de Montfort (m.1216), di una figlia di William I de Cantilupe (m.1239) di Aston Cantlow nel Warwickshire, amministratore della casa di Giovanni d'Inghilterra.
La residenza principale di Montfort era il Castello di Beaudesert vicino a Henley-in-Arden, Warwickshire, che si dice sia stato costruito da un precedente Thurstan de Montfort (morto c.1170) su terreno concesso dal suo prozio, Henry de Newburgh, conte di Warwick; nel 1141 Thurstan de Montfort aveva ottenuto dall'Imperatrice Matilde d'Inghilterra una concessione per un mercato che poteva svolgersi ogni domenica al castello. Si ritiene che sia stato Peter de Montfort a far murare la motte castrale interna in pietra, col lavoro completato nel gennaio 1216.
Dopo la morte del padre, la tutela di Peter de Montfort fu concessa da Re Giovanni a suo nonno, William I de Cantilupe (m. 1239), e durante quel periodo Montfort sviluppò una duratura amicizia con suo zio, Walter de Cantilupe, Vescovo della Cattedrale di Worcester dal 1238 al 1266. Nel 1236 fece un pellegrinaggio a Santiago di Compostela in compagnia di un altro dei suoi zii, William II de Cantilupe (m.1251). Nel 1242 partecipò con Enrico III d'Inghilterra a una spedizione nel Poitou. Tempo addietro partecipò a Cambridge a un torneo equestre vietato, in seguito al quale il re gli confiscò le terre; gli saranno restituite nel 1245.
Il Castello di Beaudesert distava solo nove miglia dal Castello di Kenilworth, che dal 1244 in poi era la tenuta di Simon de Montfort, sesto Conte di Leicester. Secondo Carpenter, era probabilmente questa vicinanza che ha attirato il Montfort nella cerchia del conte. Egli attesta un certo numero di concessioni del conte e l'inizio dell'autunno del 1248 era al suo seguito, mentre il conte era Siniscalco in Guascogna. Fece ritorno in Inghilterra nel 1251, quando gli fu data la custodia del Castello di Horston nel Derbyshire, ma dal 1253 aveva fatto già ritorno in Guascogna.
Montfort accompagnò il figlio del re, il futuro Edoardo I, in Spagna, quando si sposò con Eleonora di Castiglia nell'estate del 1254; e il 19 settembre dello stesso anno fece da garante a Bordeaux per i debiti del Re. Per i successivi due anni fu inviato in missioni diplomatiche da Enrico III, ma il suo servizio estero sembra essere finito già nel 1257, anno in cui è stato membro del Consiglio reale ed aveva ricevuto un incarico nelle Marche gallesi, e prestava servizio come sceriffo di Staffordshire e Shropshire.
Nell'aprile 1258 lui e Simon de Montfort erano tra i sette magnati che si rivoltarono contro Enrico III (la Seconda guerra dei baroni). Lui e il conte di Leicester erano anche tra i dodici ricchi possidenti che hanno redatto piani di riforma (le disposizioni di Oxford), e sono stati nel consiglio di quindici membri istituiti per governare l'Inghilterra nel nome del Re. Ebbe l'incarico di presiedere il Parlamento a Oxford nel 1258, soprannominato il "Mad Parliament" (Parlamento pazzo) dai sostenitori del re, ed è stato quindi il primo dirigente registrato a presiedere il consiglio comune, un ufficio più tardi conosciuto come Speaker, ma poi denominato 'parlatoio' o 'prolocutor'. Nell'autunno del 1259 era con il re e la regina Eleonora di Provenza, quando viaggiarono in Francia per concordare una pace con Luigi IX di Francia. Nello stesso anno venne nominato esecutore testamentario della volontà di Simon de Montfort.
Il 12 aprile 1261, poco prima della sua morte, Papa Alessandro IV emise una bolla papale che svincolò Enrico III dal giuramento che aveva fatto di mantenere le disposizioni di Oxford. Quando il re ottenne questo, reso noto nel giugno dello stesso anno, Peter de Montfort era uno dei tre arbitri eletti dai baroni incaricati di negoziare con il re per loro conto. Secondo Cokayne, "Montfort cominciò allora ad associarsi definitivamente con il partito baronale"; di conseguenza, allo sceriffo di Warwickshire venne ordinato di impedirgli di fortificare il Castello di Beaudesert. Per conto del minorenne George de Cantilupe venne nominato amministratore del Castello di Abergavenny nel Principato del Galles, che difese con successo nel febbraio 1263 da un attacco da parte del principe gallese Llywelyn ap Gruffydd. Prese parte con altri baroni all'attacco di Worcester, che cadde il 28 febbraio 1263 dopo vari assalti. Una pace temporanea tra il re e i baroni venne concordata nel luglio dello stesso anno e a Montfort fu assegnato Corfe Castle e il Castello di Shirburn.
Simon de Montfort aveva lasciato l'Inghilterra dopo il ritorno al potere di re Enrico III, ma vi era ritornato nell'aprile 1263. Nel marzo 1264 scoppiò nuovamente la guerra civile, e Peter de Montfort si schierò con Simon de Montfort contro il re. Il 2 aprile 1264 ha avuto un salvacondotto per Brackley per incontrarsi con gli inviati di Enrico III; tuttavia il giorno seguente lui e i suoi due figli, Peter e Robert, erano al Castello di Northampton quando il custode si arrese a Simon de Montfort il giovane. Il 5 aprile il castello fu riconquistato dai re, e Peter de Montfort e i suoi figli furono presi prigionieri e trasferiti al castello di Windsor. Furono rilasciati dopo la vittoria di Simon de Montfort nella battaglia di Lewes del 14 maggio 1264.
Durante il successivo predominio di Simon de Montfort, Peter de Montfort divenne parte di un Consiglio di nove membri imposto al Re nel giugno 1264. Successivamente rivestì un ruolo principale nel governo della Contea. L'11 settembre fu uno degli inviati incaricati che negoziarono la riforma del governo inglese in presenza di Luigi IX di Francia e del Legato pontificio. Il 16 novembre a lui e i suoi eredi furono concessi il maniero di Garthorpe, nel Leicestershire. Il 20 dicembre ottenne la custodia del Castello di Whittington e del Castello di Hereford. Accompagnò Simon de Montfort, quando quest'ultimo si recò in Galles e fu custode congiunto del sigillo reale durante quel periodo.
Era con Simon de Montfort nella sua campagna finale, e fu ucciso con lui alla battaglia di Evesham il 4 agosto 1265. I suoi due figli, Peter e Robert, che avevano preso parte alla battaglia, furono entrambi feriti e fatti prigionieri.
Il suo luogo di sepoltura è sconosciuto. Gli sopravvisse sua moglie, Alice. I suoi eredi in linea maschile si estinsero nel 1367.
L'armoriale di Montfort era costituito da ripartizioni araldiche di otto bande verticali, argento e smalto azzurro, anche se un sigillo di Peter de Montfort mostra solo bande di sei.

## Matrimonio e figli
Montfort sposò Alice Audley, figlia di Henry Audley, dalla quale ebbe due figli, Peter e Robert.
Gli succedette suo figlio maggiore, Peter de Montfort († prima del 4 marzo 1287). Il 28 giugno 1267 venne graziato da Enrico III per 'tutte le colpe del periodo dei disordini nel regno', recuperando anche parte delle terre di suo padre. Si sposò Maud de la Mare, figlia di Sir Henry de la Mare (m.1257), di Ashtead nel Surrey, da cui ebbe un figlio, Giovanni (John de Montfort), e due figlie, Elisabetta e Alice:
- John de Montfort, Barone di Montfort († prima dell'11 maggio 1296). Nel 1280 suo padre concordò il matrimonio di re Edoardo I d'Inghilterra con la sua prima moglie, Eleonora di Castiglia.[18][20] John de Montfort è stato convocato al Parlamento del Regno d'Inghilterra il 24 giugno 1296 con una citazione (writ) diretta a Iohanni de Monte Forti, « per cui egli è tenuto per diventare signore di Montfort ».[21] Prima del 28 marzo 1287[22] ha sposato Alice de la Plaunche, la figlia di William de la Plaunche, da cui ebbe un figlio ed erede, John de Montfort, secondo Barone di Montfort (1291 - 24 giugno 1314), che prese parte alla morte del favorito di re Edoardo II, Pietro Gaveston, per il quale fu poi graziato. Fu ucciso nella battaglia di Bannockburn contro gli scozzesi di Re Robert Bruce, morto celibe e senza eredi; gli successe il fratello minore, Peter de Montfort, terzo Barone di Montfort († prima del 24 gennaio 1370), anche lui morto senza eredi maschi legittimi.[23] periodo in cui ogni baronia creata da un atto cadde in giacenza tra le sue due sorelle.[24][25]
- Lady Elizabeth Montacute (Elizabetta di Montfort), che sposò William Montagu, secondo Barone di Montagu, da cui divenne madre di quattro figli e sette figlie, tra cui William Montacute, I conte di Salisbury; Simon Montagu, successivamente divenuto vescovo di Worcester e vescovo di Ely; Elizabeth Montagu, Priora del Priorato di Holywell; e Maud e Isabel Montagu, successivamente Badesse dell'Abbazia di Barking.
- Alice de Montfort, che sposò in prime nozze Warin de Lisle (morta prima del 7 dicembre 1296), che divenne madre di Robert de Lisle, I Barone di Lisle (m. 4 gennaio 1343), e in seconde nozze Robert FitzWalter, I Barone FitzWalter.[26]